# Blindenmarkt
Blindenmarkt este o comună din Austria Inferioară.